# Popozaur
Popozaur (Poposaurus) – rodzaj archozaura z grupy Rauisuchia i rodziny Poposauridae. Żył w późnym triasie na terenie obecnej Ameryki Północnej. Jego szczątki odnaleziono w Stanach Zjednoczonych (stany Arizona, Nowy Meksyk, Teksas, Utah i Wyoming).

## Budowa i paleobiologia
Popozaur mierzył ponad 4 m długości i ważył około 100 kg. Według badań przeprowadzonych przez Gauthiera i współpracowników po odkryciu niemal kompletnego szkieletu pozaczaszkowego Poposaurus gracilis, przedstawiciele tego gatunku byli obligatoryjnie dwunożni – nie tylko podczas biegu i chodu, lecz także stojąc w miejscu. Miologia kończyn tylnych bardziej przypomina tę występującą u krokodyli niż u Avemetatarsalia, a niektóre mięśnie typowe dla archozaurów należących do ptasiej linii nie występowały u popozaura. Niektóre cechy osteologiczne popozaura, takie jak obecność skierowanej ku tyłowi stopki łonowej, pojawiły się również konwergentnie u teropodów. Ogólne podobieństwo miologii kończyn tylnych popozaura i teropodów jest wynikiem zarówno homologii, jak i homoplazji.
W przeciwieństwie do szkieletu pozaczaszkowego, znane są jedynie nieliczne elementy czaszki i żuchwy popozaura, takie jak kości szczękowa i zębowa. W odróżnieniu od niektórych popozauroidów, Poposaurus miał zęby – były one spłaszczone środkowobocznie.

## Systematyka
Gatunek typowy, Poposaurus gracilis, został opisany przez Maurice'a Mehla w 1915 roku, zaś Poposaurus langstoni początkowo opisano jako gatunek typowy rodzaju Lythrosuchus, dopiero późniejsze odkrycia nowych, bardziej kompletnych osobników doprowadziły do rewizji jego statusu taksonomicznego i włączenia go do Poposaurus.
Fizyczne podobieństwo do niektórych dinozaurów sprawiało, że niektórzy paleontolodzy klasyfikowali je jako teropody z grupy karnozaurów, później jednak włączono je do rzędu Rauisuchia – należącego do grupy archozaurów bliżej spokrewnionych z krokodylami niż z dinozaurami.
Poposaurus jest typowym rodzajem rodziny Poposauridae. Do najbliżej z nim spokrewnionych rauizuchów należą lotozaur, szuwozaur, Sillosuchus oraz Effigia – prawdopodobnie one również mogły poruszać się na dwóch nogach.